# ألكسندرا جيراسيمينيا

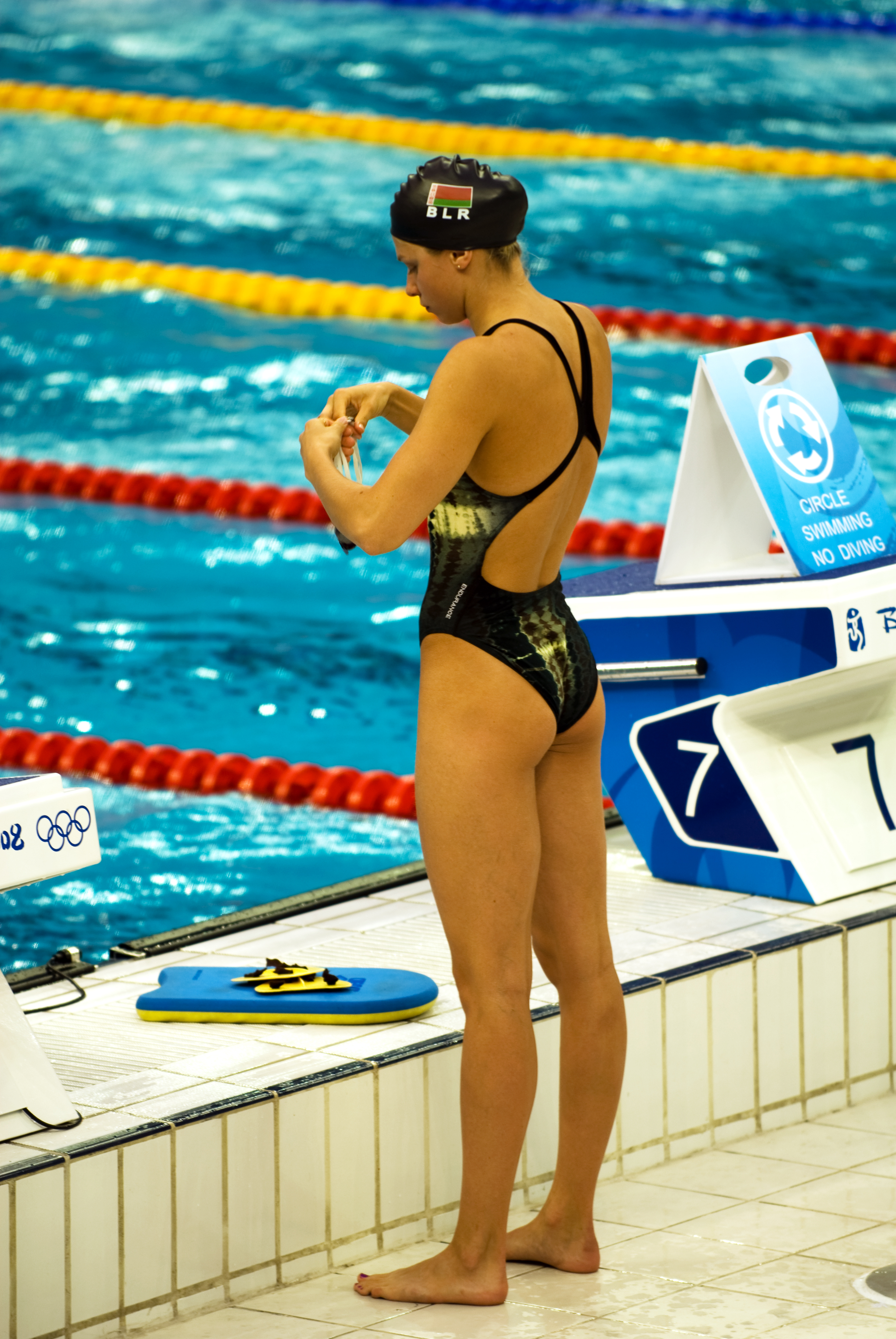

ألكسندرا فيكتوروفنا جيراسيمينيا (بالروسية: Герасименя, Александра Викторовна)‏ (وإسمها باللغة البيلاروسية Аляксандра Віктараўна Герасіменя) وهي سباحة بيلاروسية ولدت في يوم 31 ديسمبر 1985 في مدينة منسك عاصمة روسيا البيضاء وتصبح في الظهر والحر، فازت بالميدالية الفضية في الألعاب الأولمبية الصيفية 2012 في 50 متر و 100 متر سباحة حرة.

## روابط خارجية
- ألكسندرا جيراسيمينيا على موقع الاتحاد الدولي للسباحة (الإنجليزية)
- ألكسندرا جيراسيمينيا على موقع SwimRankings.net (الإنجليزية)
- ألكسندرا جيراسيمينيا على موقع اللجنة الأولمبية الدولية (الإنجليزية)
- ألكسندرا جيراسيمينيا على موقع أوليمبيديا (الإنجليزية)